# زنان در موسیقی کلاسیک

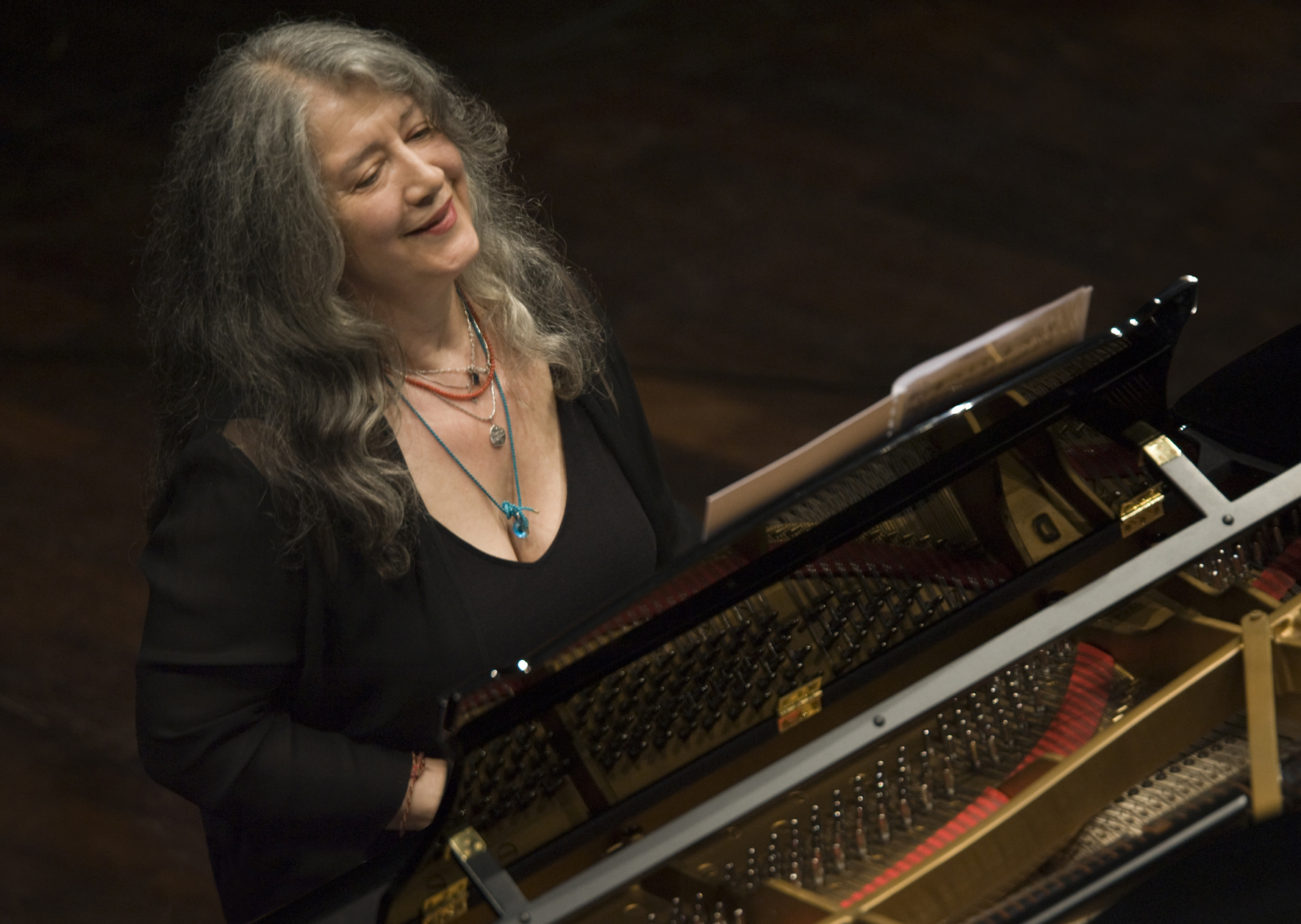
مارتا آرگریچ (متولد ۱۹۴۱) پیانیست برجسته کنسرت

زنان در موسیقی کلاسیک در تمامی جنبه‌های موسیقی کلاسیک، از جمله نوازندگی ساز، خوانندگی، رهبری (موسیقی) ارکستر، رهبری گروه کر، پژوهش‌های علمی و آهنگ‌سازی معاصر فعال هستند. با این حال، در مقایسه با مردان، میزان حضور و به‌ویژه میزان شناخت آنان در سطوح بالاتر بسیار کمتر است.
اگرچه زنان تا مدت‌ها در ارکسترهای سمفونیک نقش نداشتند، یادگیری سازهای موسیقی برای آنان رایج‌تر بوده است. در قرن نوزدهم، زنان طبقه بالا اغلب انتظار می‌رفت که نواختن سازی مانند چنگ، پیانو، گیتار یا گاهی ویولن را بیاموزند یا در زمینه آواز مهارت پیدا کنند. تنها در سال‌های اخیر است که زنان در مقام تک‌نوازان به‌طور گسترده‌تر روی صحنه حضور پیدا کرده‌اند. کلارا شومان، نوازنده پیانو و آهنگ‌ساز، و جنی لیند، خواننده، دو نمونه برجسته از زنان موسیقی‌دان در قرن نوزدهم بودند.

## تاریخچه

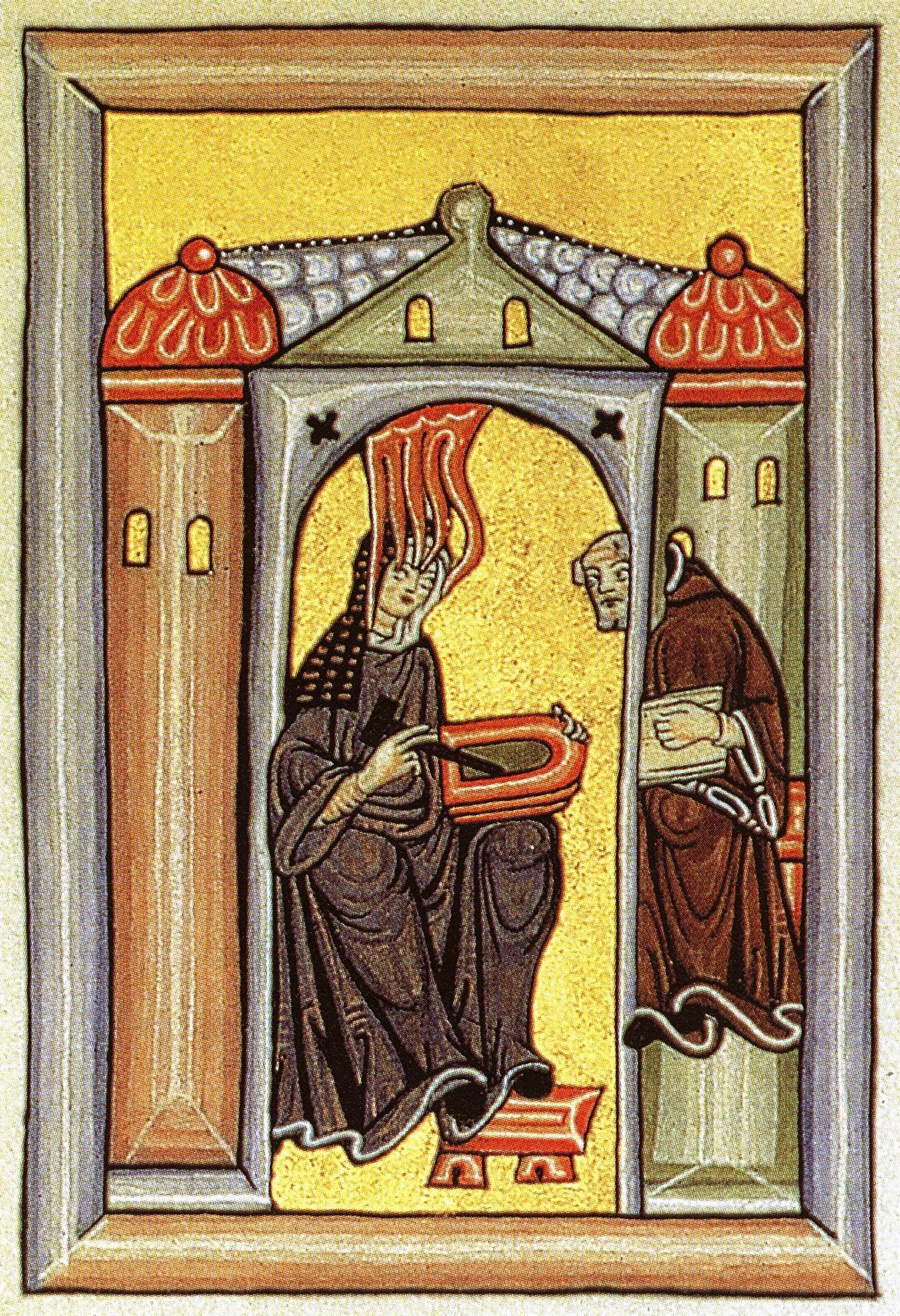
هیلدگارد بینگنی

ساهاکدوخت و خسروی‌دخت، از سده هشتم میلادی، از نخستین زنان آهنگ‌ساز ثبت‌شده در تاریخ هستند. هر دو از تبار ارمنی بودند و سرودهای مذهبی ساخته‌اند. در قرن دوازدهم، هیلدگارد بینگنی نیز قطعاتی دینی تصنیف کرد.
زنان همواره نقشی حیاتی در گروه‌های کر بزرگسالان داشته‌اند، زیرا محدوده صوتی زیر که مردان کمی قادر به خواندن آن هستند، توسط آنان تأمین می‌شود. با این حال، لئون چهارم در سال‌های ۸۵۵–۸۴۷ میلادی خواندن زنان در کلیسا را ممنوع کرد و در سال ۱۹۰۷، پیوس دهم نیز آنان را از گروه‌های کر کلیسایی کنار گذاشت. در قرن هجدهم، آنتونیو ویوالدی در سال ۱۷۱۴، در مدرسه‌ای ویژه دختران، ارکستری متشکل از نوازندگان زن را رهبری کرد.
در گذشته، از زنان انتظار می‌رفت که علاوه بر یادگیری اصول اولیه موسیقی مانند خواندن و نوشتن نت‌ها و اجرای آن‌ها، مهارت نواختن سازهای مختلف را نیز فرا بگیرند. با این حال، تا قرن بیستم، اجرای عمومی زنان غیراخلاقی تلقی می‌شد و آنان تنها مجاز بودند که در محیط‌های خصوصی و خانگی به نوازندگی بپردازند. تا مدت‌ها، زنان اجازه نداشتند در سطح کنسرواتوار آموزش ببینند و برنامه‌های درسی آن‌ها شامل دوره‌هایی ساده‌تر بود که مباحث پیچیده‌ای مانند آهنگ‌سازی، کنترپوان، و ارکستراسیون را حذف کرده بود. تشویق زنان برای آهنگ‌سازی حتی کمتر از نوازندگی بود. جایگاه حرفه‌ای زنان آهنگ‌ساز تا حد زیادی به وضعیت خانوادگی و ازدواجشان وابسته بود؛ زنانی که از خانواده‌های موسیقی‌دان بودند و حمایت همسر یا پدر خود را داشتند، امکان بیشتری برای مطرح شدن در این زمینه پیدا می‌کردند.
نمونه‌ای برجسته از این شرایط، الیزابت ژاکه دو لا گر، آهنگ‌ساز فرانسوی زاده ۱۶۶۵ بود. پدربزرگ او، ژان ژاکه، و پدرش، کلود ژاکه، سازندگان چمبالو بودند. برخلاف سنت معمول که تنها پسران را آموزش می‌دادند، کلود ژاکه هم فرزندان پسر و هم دختران خود را با دنیای موسیقی آشنا کرد. این تربیت و حمایت خانوادگی، همراه با پیشینه غنی موسیقایی خانواده‌اش، نقش مهمی در پیشرفت حرفه‌ای او داشت. در سن پنج‌سالگی، لوئی چهاردهم هنگام اجرای او در کاخ ورسای به استعدادش پی برد که در نهایت باعث شد او به موسیقی‌دان دربار پادشاه خورشید تبدیل شود. او بیشتر آثار خود را برای پادشاه نوشت، که در آن دوران امری رایج بود. اورار تیتون دو تیله نام او را در اثرش کوه پارناسوس ثبت کرد، زمانی که تنها ۲۶ سال داشت. با اینکه اپرای منتشرشده او، سفال و پروکریس، تنها پنج یا شش بار اجرا شد، او تا پایان عمر به آهنگ‌سازی ادامه داد و آثار متنوعی را خلق کرد. پس از درگذشت او، نبوغش در آهنگ‌سازی، خلاقیتش در موسیقی آوازی و سازی، و گستردگی سبک‌هایش به رسمیت شناخته شد. موفقیت او نشان می‌دهد که چگونه فرصت کمیاب پیش‌آمده را برای پیشرفت در حرفه آهنگ‌سازی به بهترین شکل به کار گرفت.

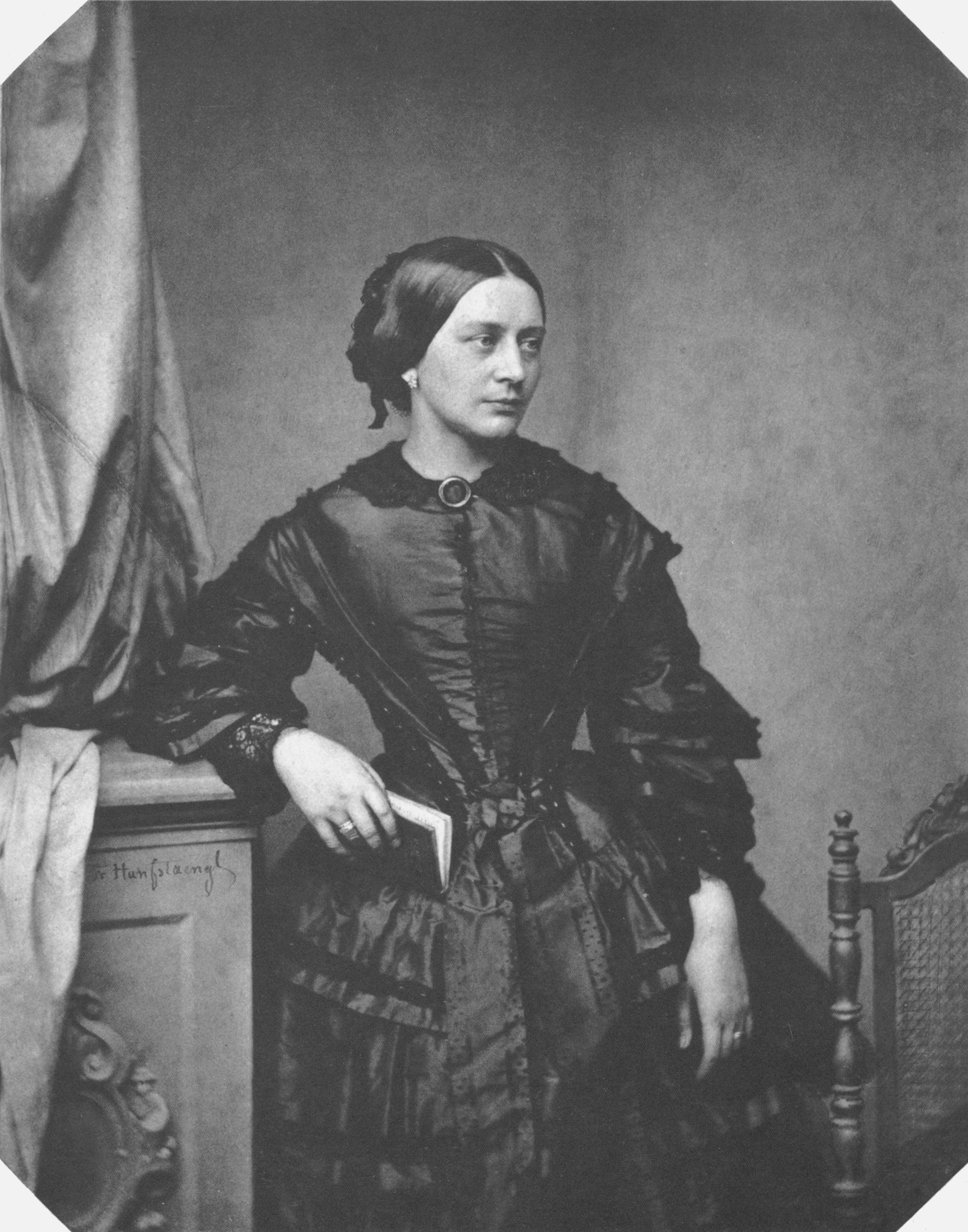
کلارا شومان، نوازنده پیانو و آهنگ‌ساز برجسته‌ای بود که به خاطر آثارش در زمینه موسیقی سمفونیک، مجلسی و آواز هنری شهرت یافت.

در گذشته، داشتن مهارت در نواختن یک ساز کلاسیک برای زنان جوان طبقه بالا، به‌ویژه در سازهایی مانند پیانو، چنگ، گیتار کلاسیک یا آواز، نشانه‌ای از تربیت صحیح تلقی می‌شد. نقش زنان در موسیقی، چه در اجرا و چه در آموزش، به زندگی خصوصی و فضای خانه محدود بود و اجرای عمومی، اقدامی ناپسند و غیرمتعارف به‌شمار می‌رفت. زنان به عنوان حرفه‌ای‌های موسیقی تربیت نمی‌شدند، زیرا اجرای عمومی برای آنان نامناسب دانسته می‌شد. این دستورالعمل‌های اخلاقی در کتاب‌هایی مانند نامه‌هایی به یک بانوی جوان نوشته جان بنت در سال ۱۷۹۸، و نامه‌هایی به بانوان جوان نوشته لیدیا سیگورنی در سال ۱۸۴۴ منتشر می‌شد.
موسیقی به‌عنوان فعالیتی زنانه تلقی می‌شد، به همین دلیل مدارس ویژه زنان، آموزش موسیقی را بیشتر از مدارس پسرانه در برنامه خود داشتند. نخستین کنسرواتوار موسیقی در ایالات متحده آمریکا، یعنی سمینار موسیقی ویل، در سال ۱۸۳۵ با هدف آموزش موسیقی به زنان تأسیس شد. فرهنگ یادگیری موسیقی برای زنان در قرن هجدهم به‌قدری رایج بود که النور پارک کاستیس لوئیس، نوه‌دختری ناتنی جرج واشینگتن، و مارتا جفرسون، همسر توماس جفرسون، از جمله زنان موسیقی‌دان آن دوره بودند.
در قرن هجدهم، زنان به ندرت موسیقی کلاسیک می‌ساختند. در حالی که ساخت قطعات موسیقی توسط زنان در اروپا و بریتانیا پذیرفته شده بود، در آمریکا آثار آهنگ‌سازی‌شده توسط زنان اغلب به‌طور مبهم یا بدون نام‌گذاری مشخص منتشر می‌شد.
از سال ۱۸۷۰ تا ۱۹۱۰، زنان شروع به گرفتن مشاغل بیشتری در حوزه موسیقی کلاسیک کردند که بیشتر شامل تدریس بود. کلارا باور، موسیقی‌دان آمریکایی، نخستین زنی بود که یک کنسرواتوار تأسیس کرد. او در سال ۱۸۶۷ دانشگاه سینسیناتی – کالج-کنسرواتوار موسیقی را بنیان نهاد. افزایش محبوبیت اپرا در آمریکا در این دوره نیز به رشد تعداد زنان در موسیقی کلاسیک کمک کرد، زیرا برای اجرای نقش‌های اصلی زنانه، نیاز به خوانندگان زن بیشتر احساس می‌شد.